# Raquel Freire
Raquel Branco Rodrigues Freire (Porto, 22 de juny de 1973), és una cineasta, activista LGBT i cronista portuguesa.

## Biografia
La Raquel va estudiar Dret a la Facultat de Dret de la Universitat de Coimbra. Aquestes dues ciutats serveixen d'escenari a molts dels seus projectes, com ara les pel·lícules Veneno Cura, Rio Vermelho (2007, 1999 - Porto) i Rasganço (2001 - Coimbra).
Durant la seva carrera va ser membre del Consell Pedagògic de la Facultat de Dret, del Senat i de l'Assemblea Universitària. Va ser membre de seccions culturals com el Centro de Estudos Cinematográficos (CEC), de Rádio Universidade (RUC), i del Grupo Etnográfico & Folclórico (GEFAC).
Amb 26 anys, Raquel va dirigir el seu primer llargmetratge, Rasganço, l'any 2001. L'any 2012, En un acte de protesta contra l'extinció del Ministeri de Cultura, Raquel crema la pel·lícula en una terrassa amb vistes a l'Assemblea de la República, a Lisboa.
Va treballar com a columnista a Antena 1 al programa "É Tempo" l'any 2010. Aquest programa va provocar polèmica entre els oients pels temes tractats perquè la Raquel "va parlar del clítoris i va dir la paraula masturbació dues vegades". L'any 2012 es va suprimir el programa, fet que va generar molta polèmica, amb acusacions de censurai es determina la intervenció de l'Entidade Reguladora para a Comunicação Social (ERC).
El 2013 va publicar el llibre Trans Iberic Love, que l'any 2020 va ser un dels títols escollits per formar part del projecte lector de Sara Barros Leitão “Heróides – Clube do Livro Feminista”.
L'any 2020, va participar en la primera edició del Queer Fest, a Lisboa, a la taula de debat “O Queer Como Interseccionalidade”.

### Activisme LGBT
Raquel Freire és obertament pansexual i fa diversos anys que lluita pels drets dels col·lectius gai, lesbiana, bisexual i transexual. És membre de les Panteras Rosa de Portugal, (Front de lluita contra la lesbihomotransfòbia) i de la Xarxa Internacional de Lluita contra l'Homofòbia. Respecte a la proposta del Bloc d'Esquerra i Os Verdes l'octubre de 2008 sobre la legalització del matrimoni homosexual (que va ser denegada, per la disciplina de vot imposada per José Sócrates), la directora va organitzar un casament amb la seva amiga, que considerava una "acció política contra l'homofòbia". El 8 de gener de 2010, quan es va aprovar el matrimoni gai a l'Assemblea de la República, Raquel Freire va celebrar, novament, la victòria.

### Carrera cinematogràfica
Raquel va debutar després de diversos treballs cinematogràfics i el seu primer curtmetratge independent, Rio Vermelho (1999). Filmada íntegrament a la ciutat de Porto, la pel·lícula va aparèixer en diversos festivals, com el Festival de Cinema de Torí, el Festival del Curtmetratge de Clermont-Ferrand i Festróia.
Va ser, però, la Universitat la que més va marcar una de les etapes de la vida de la directora, que va arribar a retratar-la de manera polèmica en el seu primer llargmetratge, Rasganço (2001).
El títol prové de l'última de les pràctiques d'estudiant, que consisteix a esquinçar la indumentària acadèmica del finalista, fins que quedi completament nu. La història tracta de l'arribada d'un home misteriós que té la intenció d'estudiar a Coïmbra, però que comença a mutilar i violar de manera inhumana els estudiants. El crític João Lopes va considerar la pel·lícula com un "objecte inusual del cinema portuguès el risc i l'originalitat del qual es veuen minvats per algunes limitacions en el tractament de la causalitat narrativa i, sobretot, en la treball d'interpretació"; Vasco Câmara el va prendre com "un 'foraster' en general al món universitari jeràrquic de Coimbra".
El 2009 es va estrenar la primera pel·lícula que va obrir la trilogia sobre "la intimitat, la identitat i els nostres tabús" creada per Freire. "Veneno Cura" no va ser un èxit de taquilla, però va aconseguir una acceptació generalitzada de públic i crítica, malgrat els temes polèmics tractats i exposats. Segons Jornal de Notícias, les dues pel·lícules següents de la trilogia de Raquel es diuen "Leis do Corpo" ("qüestionant què significa ser dona i què significa ser home, heterosexualitat, homosexualitat, homoparentalitat, heteronormativitat com a cultura dominant i totes les maneres d'experimentar l'amor que es desvien de la norma.) i "Amor omni".

## Filmografia

### Com a directora
- 2013 - Leis do Corpo (llargmetratge) - em produção
- 2012 - A Vida Queima (llargmetratge)
- 2009 - Esta é a minha Cara (documental)
- 2007 - Veneno Cura (llargmetratge)
- 2004 - Aborto (documental)
- 2003 - Coimbra: é proibido proibir (documental)
- 2003 - Rasganço: entrevistas e reflexões sobre o filme (documental)
- 2001 - Rasganço (llargmetratge)
- 1999 - Rio Vermelho (curtmetratge)

### Com a guionista
- 2013 - Leis do Corpo (llargmetratge)
- 2012 - A Vida Queima (llargmetratge)
- 2007- Veneno Cura (llargmetratge)
- 2001 - Rasganço (llargmetratge)
- 2000 - A Raiz do Coração (llargmetratge)
- 1999 - Rio Vermelho (curtmetratge)

### Com a productora
- 2011 - A Vida Queima (llargmetratge)
- 2006- Otro Corto Con Niños (curtmetratge)
- 2001 - Canção Distante (curtmetratge)
- 1999 - Rio Vermelho (curtmetratge)
- 1999 - Anjo Negro (curtmetratge)

### Com ajudant de direcció
- 1998 - O Rio do Ouro (llargmetratge)

## Llibres
- Do branco ao negro (2014). Lisboa: Sextante Editora. ISBN 978-989-676-114-1[12][13]
- Trans Iberic Love (2013). Lisboa: Divina Comédia. ISBN 9789898633194[14][15]